# Berryz工房10周年記念日本武道館スッペシャルライブ2013 〜やっぱりあなたなしでは生きてゆけない〜
『Berryz工房10周年記念日本武道館スッペシャルライブ2013 〜やっぱりあなたなしでは生きてゆけない〜』（ベリーズこうぼう10しゅうねんきねんにっぽんぶどうかんスッペシャルライブにせんじゅうさん 〜やっぱりあなたなしではいきてゆけない〜）は2013年11月29日に開催されたBerryz工房のコンサートである。DVD・Blu-rayともに2014年3月19日に発売された。発売元はピッコロタウン。

## 出演
- Berryz工房（清水佐紀、嗣永桃子、徳永千奈美、須藤茉麻、夏焼雅、熊井友理奈、菅谷梨沙子）
  - ゲスト：℃-ute（矢島舞美、中島早貴、鈴木愛理、岡井千聖、萩原舞）
  - バックダンサー：ハロプロ研修生（金子りえ、田辺奈菜美、吉橋くるみ、浜浦彩乃、田口夏実、小川麗奈、小数賀芙由香、室田瑞希、山岸理子、野村みな美、一岡怜奈、加賀楓、佐々木莉佳子）

## DVD/Blu-ray
『Berryz工房10周年記念日本武道館スッペシャルライブ2013 〜やっぱりあなたなしでは生きてゆけない〜』（DVD・Blu-ray：2014年3月19日）
1. OPENING
2. あなたなしでは生きてゆけない（メンバー紹介映像）
3. ROCKエロティック
4. MC1
5. メドレー(1)（ゴールデン チャイナタウン⇒アジアン セレブレイション⇒Loving you Too much）
6. ジンギスカン
7. MC2【熊井ソロMC】[注釈 1]
8. 笑っちゃおうよ BOYFRIEND（清水佐紀・須藤茉麻・夏焼雅）
9. 秘密のウ・タ・ヒ・メ（菅谷梨沙子）
10. 友達は友達なんだ!（嗣永桃子・徳永千奈美・須藤茉麻・熊井友理奈）
11. MC3
12. サヨナラ ウソつきの私
13. もっとずっと一緒に居たかった
14. ジリリ キテル
15. MC4【℃-ute登場】
16. がんばっちゃえ!（Berryz工房×℃-ute）
17. ライバル（Berryz工房×℃-ute）
18. 愛ってもっと斬新（℃-ute）
19. MC5
20. 彼女になりたいっ!!!（ハロプロ研修生 &・・・？）
21. MC6
22. ももち!許してにゃん♡体操（ももち with ハロプロ研修生 &・・・？）
23. MC7【夏焼ソロMC】
24. あいたいけど・・・（夏焼雅）
25. メドレー(2)（BOMB BOMB JUMP⇒素肌ピチピチ⇒世の中薔薇色⇒夏わかめ⇒かっちょええ!⇒すっちゃかめっちゃか～）
26. スッペシャル ジェネレ〜ション
27. 一丁目ロック!
28. MC8
29. cha cha SING
30. ENCORE：なんちゅう恋をやってるぅ YOU KNOW?
31. ENCORE：MC8
32. ENCORE：友情 純情 oh 青春

特典映像
- DVD版
武道館メイキング映像

- Blu-ray版
Berryz工房初武道館への道 ドキュメント映像・武道館メイキング映像